# Bryobartramiaceae
Bryobartramiaceae é uma família monotípica de musgos da ordem Encalyptales, que inclui apenas o género Bryobartramia. O género Bryobartramia esteve anteriormente incluído na família Encalyptaceae.

## Descrição
A família Bryobartramiaceae é monotípica incluindo apenas um género extante, o género Bryobartramia, anteriormente considerado parte da família Encalyptaceae. Apesar de existirem três espécies de Bryobartramia descritas, apenas uma delas é considerada válida, a espécie Bryobartramia novae-valesiae (Broth. ex G. Roth) I.G. Stone & G.A.M. Scott.